# 세종문화재연구원
세종문화재연구원은 문화유산에 대한 조사, 보존, 보호, 복원, 관리 및 그에 관한 연구를 통해 민족문화의 우수성을 전승, 보급하고 문화산업발전과 새로운 문화창조에 기여함을 목적으로 2009년 1월 6일 설립된 문화체육관광부 소관의 재단법인이다. 사무실은 경상북도 경산시 대학로9길 36, 상가동 201, 202호 (정평동, 한솔아파트)에 있다.

## 주요 사업
- 문화유산에 대한 조사․연구․보존․보호 등에 관련된 사업
- 매장문화재에 대한 지표조사 및 발굴조사
- 학술연구와 연구보고서 발간
- 문화유산 관련 학술행사 개최 및 유관기관 지원
- 문화유산 관련 사회교육 및 인력양성을 위한 장학사업
- 문화재 관련업무의 자문과 수탁사업
- 문화재의 보존처리, 수장, 정비 및  이전․복원
- 기타 법인의 목적을 달성하기 위한 각종 사업